# Wilson Manafá
Wilson Migueis Manafá Jancó (Oliveira do Bairro, 23 luglio 1994) è un calciatore portoghese, difensore dello Shanghai Shenhua.

## Caratteristiche tecniche
È un esterno sinistro.

## Carriera
Cresciuto nelle giovanili dello Sporting Lisbona.
Ha esordito nella massima serie portoghese il 7 agosto 2017 con la maglia del Portimonense in occasione del match vinto 2-1 contro il Boavista.

## Palmarès

### Club

#### Competizioni nazionali
- Segunda Liga: 1

Portimonense: 2016-2017
- Campionato portoghese: 2

Porto: 2019-2020, 2021-2022
- Coppa del Portogallo: 3

Porto: 2019-2020, 2021-2022, 2022-2023
- Supercoppa di Portogallo: 1

Porto: 2020
- Supercoppa di Cina: 1

Shanghai Shenhua: 2024